# Instytucja pośrednicząca
Instytucja pośrednicząca – pojęcie z obszaru Funduszy Unii Europejskiej. Jest to instytucja, której powierzono wybraną część kompetencji dotyczących zarządzania i wdrażania programów Unii Europejskiej, na przykład rozdzielania środków finansowych. 
Za wdrażanie programów unijnych odpowiadają tzw. Instytucje zarządzające. Mogą one część wykonywanych przez siebie zadań przekazać do innych instytucji za pomocą umowy lub porozumienia określającego zakres przekazywanych obowiązków. Instytucja do której przekazano takie zadania otrzymuje wtedy status Instytucji Pośredniczącej. 
Rolę Instytucji Pośredniczącej mogą pełnić wyłącznie jednostki sektora finansów publicznych.

## Perspektywa finansowa 2014–2020

### Programy Krajowe
| Nazwa programu                                 | Instytucje pośredniczące |
| ---------------------------------------------- | --- |
| Program Operacyjny Infrastruktura i Środowisko | Centrum Unijnych Projektów Transportowych |
| Program Operacyjny Infrastruktura i Środowisko | Ministerstwo Klimatu i Środowiska |
| Program Operacyjny Infrastruktura i Środowisko | Ministerstwo Zdrowia |
| Program Operacyjny Infrastruktura i Środowisko | Ministerstwo Kultury, Dziedzictwa Narodowego i Sportu. |
| Program Operacyjny Inteligentny Rozwój         | Narodowe Centrum Badań i Rozwoju |
| Program Operacyjny Inteligentny Rozwój         | Polska Agencja Rozwoju Przedsiębiorczości |
| Program Operacyjny Inteligentny Rozwój         | Bank Gospodarstwa Krajowego |
| Program Operacyjny Wiedza Edukacja Rozwój      | Centrum Projektów Europejskich |
| Program Operacyjny Wiedza Edukacja Rozwój      | Kancelaria Prezesa Rady Ministrów |
| Program Operacyjny Wiedza Edukacja Rozwój      | Ministerstwo Edukacji Narodowej |
| Program Operacyjny Wiedza Edukacja Rozwój      | Ministerstwo Rozwoju, Pracy i Technologii |
| Program Operacyjny Wiedza Edukacja Rozwój      | Ministerstwo Spraw Wewnętrznych i Administracji |
| Program Operacyjny Wiedza Edukacja Rozwój      | Ministerstwo Sprawiedliwości |
| Program Operacyjny Wiedza Edukacja Rozwój      | Ministerstwo Zdrowia |
| Program Operacyjny Wiedza Edukacja Rozwój      | Narodowe Centrum Badań i Rozwoju |
| Program Operacyjny Wiedza Edukacja Rozwój      | Polska Agencja Rozwoju Przedsiębiorczości |
| Program Operacyjny Wiedza Edukacja Rozwój      | 16 wojewódzkich urzędów pracy: - Dolnośląski Wojewódzki Urząd Pracy - Wojewódzki Urząd Pracy w Toruniu - Wojewódzki Urząd Pracy w Lublinie - Wojewódzki Urząd Pracy w Zielonej Górze - Wojewódzki Urząd Pracy w Łodzi - Wojewódzki Urząd Pracy w Krakowie - Wojewódzki Urząd Pracy w Warszawie - Wojewódzki Urząd Pracy w Opolu - Wojewódzki Urząd Pracy w Rzeszowie - Wojewódzki Urząd Pracy w Białymstoku - Wojewódzki Urząd Pracy w Gdańsku - Wojewódzki Urząd Pracy w Katowicach - Wojewódzki Urząd Pracy w Kielcach - Wojewódzki Urząd Pracy w Olsztynie - Wojewódzki Urząd Pracy w Poznaniu - Wojewódzki Urząd Pracy w Szczecinie |
| Program Operacyjny Polska Cyfrowa              | Centrum Projektów Polska Cyfrowa |
| Program Operacyjny Polska Cyfrowa              | Urząd Komunikacji Elektronicznej |

### Regionalne programy operacyjne
| Województwo         | Instytucja pośredniczące                                                             |
| ------------------- | ------------------------------------------------------------------------------------ |
| dolnośląskie        | Dolnośląska Instytucja Pośrednicząca                                                 |
| dolnośląskie        | Dolnośląski Wojewódzki Urząd Pracy                                                   |
| kujawsko-pomorskie  | Miasto Bydgoszcz                                                                     |
| kujawsko-pomorskie  | Wojewódzki Urząd Pracy w Toruniu                                                     |
| lubelskie           | Lubelska Agencja Wspierania Przedsiębiorczości w Lublinie                            |
| lubelskie           | Miasto Lublin (Biuro Zintegrowanych Inwestycji Terytorialnych)                       |
| lubelskie           | Wojewódzki Urząd Pracy w Lublinie                                                    |
| lubuskie            | Wojewódzki Urząd Pracy w Zielonej Górze                                              |
| łódzkie             | Centrum Obsługi Przedsiębiorcy                                                       |
| łódzkie             | Stowarzyszenie Łódzki Obszar Metropolitalny                                          |
| łódzkie             | Wojewódzki Urząd Pracy w Łodzi                                                       |
| małopolskie         | Małopolskie Centrum Przedsiębiorczości                                               |
| małopolskie         | Wojewódzki Urząd Pracy w Krakowie                                                    |
| małopolskie         | Stowarzyszenie Metropolia Krakowska                                                  |
| mazowieckie         | Mazowiecka Jednostka Wdrażania Programów Unijnych                                    |
| mazowieckie         | Miasto Stołeczne Warszawa                                                            |
| mazowieckie         | Wojewódzki Urząd Pracy w Warszawie                                                   |
| opolskie            | Opolskie Centrum Rozwoju Gospodarki                                                  |
| opolskie            | Wojewódzki Urząd Pracy w Opolu                                                       |
| opolskie            | Związek ZIT – Stowarzyszenie Aglomeracja Opolska                                     |
| podkarpackie        | Stowarzyszenie Rzeszowskiego Obszaru Funkcjonalnego                                  |
| podkarpackie        | Wojewódzki Urząd Pracy w Rzeszowie                                                   |
| podlaskie           | Stowarzyszenie Białostockiego Obszaru Funkcjonalnego                                 |
| podlaskie           | Wojewódzki Urząd Pracy w Białymstoku                                                 |
| pomorskie           | Agencja Rozwoju Pomorza S.A.                                                         |
| pomorskie           | Stowarzyszenie Obszar Metropolitalny Gdańsk-Gdynia-Sopot                             |
| pomorskie           | Wojewódzki Urząd Pracy w Gdańsku                                                     |
| śląskie             | Śląskie Centrum Przedsiębiorczości                                                   |
| śląskie             | Wojewódzki Urząd Pracy w Katowicach                                                  |
| śląskie             | Zintegrowane Inwestycje Terytorialne/Regionalne Inwestycje Terytorialne              |
| świętokrzyskie      | Urząd Miasta Kielce                                                                  |
| świętokrzyskie      | Wojewódzki Urząd Pracy w Kielcach                                                    |
| warmińsko-mazurskie | Instytucja Pośrednicząca „Przedsiębiorczość”                                         |
| warmińsko-mazurskie | Wojewódzki Urząd Pracy w Olsztynie                                                   |
| warmińsko-mazurskie | Zintegrowane Inwestycje Terytorialne Miejskiego Obszaru Funkcjonalnego Olsztyna      |
| wielkopolskie       | Wojewódzki Urząd Pracy w Poznaniu                                                    |
| wielkopolskie       | ZIT dla miejskiego obszaru funkcjonalnego Poznania                                   |
| wielkopolskie       | ZIT dla obszaru funkcjonalnego ośrodka regionalnego Kalisza z Ostrowem Wielkopolskim |
| zachodniopomorskie  | Wojewódzki Urząd Pracy w Szczecinie                                                  |